# Coupe Spengler 2002
Navigation
Édition précédente Édition suivante
La Coupe Spengler 2002 est la 76e édition de la Coupe Spengler. Elle se déroule en décembre 2002 à Davos, en Suisse.

## Règlement du tournoi
Les équipes sont regroupés au sein d'un seul groupe. Les équipes jouent un match contre chacune des autres équipes. Les deux premiers de la poule jouent une finale pour le titre.
Lors de la phase de poule une victoire rapporte 2 points, une défaite après prolongation 1 point et une défaite dans le temps réglementaire 0 point.

## Résultats des matchs et classement
| Clt   | Équipe           | PJ | V | VP | D | DP | BP | BC | Pts |
| ----- | ---------------- | -- | - | -- | - | -- | -- | -- | --- |
| +001, | Canada           | 4  | 4 | 0  | 0 | 0  | 16 | 10 | 8   |
| +002, | HC Davos         | 4  | 2 | 1  | 1 | 0  | 15 | 10 | 6   |
| +003, | Kölner Haie      | 4  | 2 | 0  | 2 | 0  | 12 | 11 | 4   |
| +004, | TPS Turku        | 4  | 1 | 0  | 2 | 1  | 13 | 16 | 3   |
| +005, | HC Sparta Prague | 4  | 0 | 0  | 4 | 0  | 5  | 13 | 0   |

- Qualifié directement pour la finale

## Finale
| 31 décembre | Équipe Canada | 3-2 (1-1, 1-1, 1-0) | HC Davos | Eisstadion Davos |